# Alentejo Litoral
Der Alentejo Litoral ist eine portugiesische Subregion im Westen der Region Alentejo. Im Jahr 2021 verzeichnete die Subregion 96.490 Einwohner und eine Bevölkerungsdichte von 18 Einwohnern pro km2. Die im Jahr 2009 gegründete Subregion hat eine Fläche von 5.309 km2, welche sich in 5 Kreise und 31 Gemeinden unterteilen lässt. Die Hauptstadt der Region ist die Stadt Sines, die mit 14.214 Einwohnern in der gesamten Gemeinde und 13.109 im Stadtgebiet die größte Stadt der Subregion. Sie grenzt im Nordwesten an die Metropolregion Lissabon, im Nordosten an die Subregion Alentejo Central, im Osten an die Subregion Baixo Alentejo, im Süden an die Algarve und im Westen an den Atlantischen Ozean. 

Der Alentejo Litoral ist in fünf Kreise geteilt:
| Kreis             | Anzahl Gemeinden | Einwohner (2021) | Fläche km² | Dichte Einw./km² | LAU- Code | Distrikt |
| ----------------- | ---------------- | ---------------- | ---------- | ---------------- | --------- | -------- |
| Alcácer do Sal    | 4                | 11.112           | 1.499,87   | 7                | 1501      | Setúbal  |
| Grândola          | 4                | 13.822           | 825,93     | 17               | 1505      | Setúbal  |
| Odemira           | 13               | 29.538           | 1.720,60   | 17               | 0211      | Beja     |
| Santiago do Cacém | 8                | 27.772           | 1.059,70   | 26               | 1509      | Setúbal  |
| Sines             | 2                | 14.198           | 203,30     | 70               | 1513      | Setúbal  |
| Alentejo Litoral  | 31               | 96.442           | 5.309,40   | 18               | 181       | –        |

## Naturreservate
Die Küste des Alentejo von Tróia bis Zambujeira do Mar ist reich an Naturschönheiten. Hierbei ist besonders die einzigartige Küstenlinie zu nennen, mit ihren Stränden, natürlichen Dünen und Felsenküsten. Diese Küstenlandschaft wurde in den Naturpark Südost Alentejo eingegliedert. Im Einzelnen gibt es hier die folgenden geschützten Gebiete:

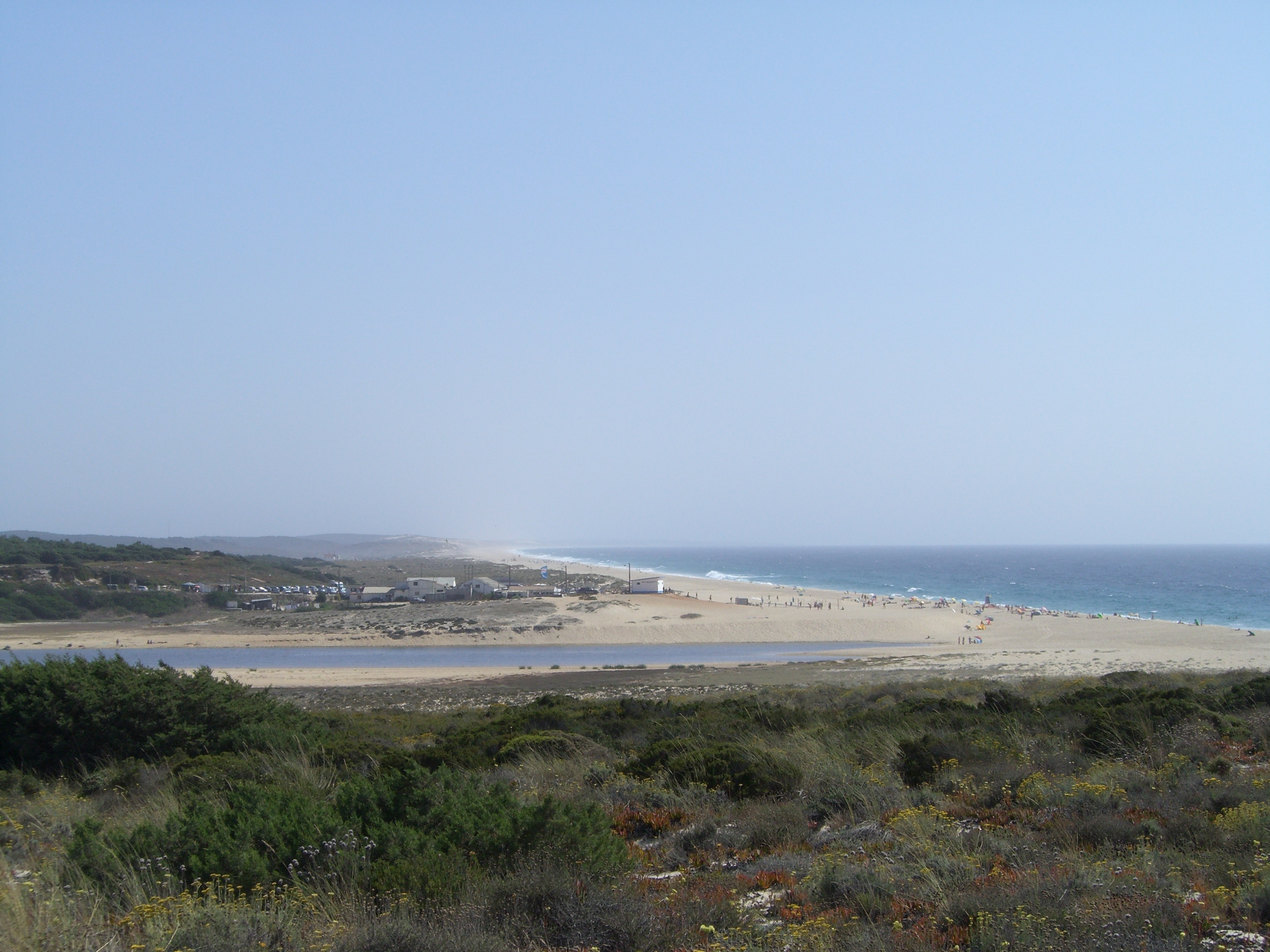
Küstenansicht bei Melides

Parque Natural do Sudoeste Alentejano
- Reserva Natural do Estuário do Sado
- Parque Natural do Sudoeste Alentejano e Costa Vicentina
- Lagoa de Sancha
- Serra do Cercal
- Serra de Grândola

Der Ort Comporta grenzt an die Halbinsel Tróia an den Naturpark des Sado, Reserva Natural do Estuário do Sado, ein Gebiet von 23.160 Hektar von Feuchtgebieten im Flussdelta. Hier wird traditionell Reisanbau, Fischerei und Salzgewinnung in Salinen betrieben. Bekannt wurde das Naturreservat durch das Vorkommen von Süßwasserdelfinen, welche im Sadodelta leben. Neben einer großen Anzahl an Störchen, die die Ufer des Naturreservats und die Reisfelder nach Fröschen absuchen, gibt es ca. 100 seltene und geschützte Vogelarten und eine einzigartige Ufervegetation.
Im Gebiet des Naturparks der Costa Vicentina gibt es eine Reihe von seltenen, geschützten Vogelarten und die unter Schutz stehende karge Küstenvegetation mit großen Wanderdünen. Das Klima des Gebiets ist trotz des großen Einflusses des Atlantiks als besonders milde zu bezeichnen. Wegen der hohen Luftfeuchtigkeit kommt es oft zu Nebelbildungen und Dunst.
Weniger schnell erreichbar ist der See von Sancha, dessen Ufer ebenfalls unter Naturschutz stehen. Am See von Sancha kommt Jonopsidium acaule Rchb. vor, eine für die portugiesischen Küstenregion endemische Pflanzenart.
Neben den Küstengebieten gibt es im Osten die Serra de Cercal, die vulkanischen Ursprungs ist und deren höchster Punkt der Gipfel des Monte Chaos ist, sowie die Serra de Grândola in dem extensiver Anbau von Korkbäumen betrieben wird.